# Курата Сю
Сю Курата (яп. 倉田 秋, нар. 26 листопада 1988, Такацукі) — японський футболіст, півзахисник клубу «Гамба Осака».

## Клубна кар'єра
У дорослому футболі дебютував 2007 року виступами за команду клубу «Гамба Осака», в якій провів три сезони, взявши участь лише у 22 матчах чемпіонату. Не пробившись до першої команди, Курата на правах оренди по сезону виступав за клуби «ДЖЕФ Юнайтед» та «Сересо Осака».
На початку 2011 року повернувся до складу клубу «Гамба Осака», де цього разу зумів стати основним гравцем і виграв з клубом низку національних трофеїв. Наразі встиг відіграти за команду з Осаки 176 матчів в національному чемпіонаті.

## Виступи за збірну
5 серпня 2015 року дебютував в офіційних матчах у складі національної збірної Японії в матчі Кубка Східної Азії 2015 року проти збірної Південної Кореї (1:1). Наразі провів у формі головної команди країни 1 матч.
| Дата     | Місто | Господарі | Результат | Гості          | Турнір                  | Голи | Примітки |
| -------- | ----- | --------- | --------- | -------------- | ----------------------- | ---- | -------- |
| 5-8-2015 | Ухань | Японія    | 1 – 1     | Південна Корея | Кубок Східної Азії 2015 | -    | 88'      |
| Усього   |       | Матчів    | 1         |                | Голів                   | 0    |          |

## Досягнення
| - Джей-ліга - Чемпіон (1): 2014 - Срібний призер (2): 2015, 2020 - Кубок Джей-ліги - Володар (2): 2007, 2014 - Фіналіст (2): 2015, 2016 - Кубок Імператора - Володар (4): 2008, 2009, 2014, 2015 - Суперкубок Японії - Володар (2): 2007, 2015 - Фіналіст (4): 2006, 2009, 2010, 2016, 2021 - Джей-ліга 2 - Чемпіон (1): 2013 |  | - Ліга чемпіонів АФК - Чемпіон (1): 2008 - Клубний чемпіонат світу - Бронзовий призер (1): 2008 - Кубок банку Суруга - Фіналіст (2): 2008, 2015 - Пантихоокеанський чемпіонат - Переможець (1): 2008 |